# Stenalcidia micaya
Stenalcidia micaya är en fjärilsart som beskrevs av Paul Dognin 1900. Stenalcidia micaya ingår i släktet Stenalcidia och familjen mätare. Inga underarter finns listade i Catalogue of Life.